# Cretochaulus lacustris
Cretochaulus lacustris là một loài côn trùng trong họ Corydalidae thuộc bộ Megaloptera. Loài này được Ponomarenko miêu tả năm 1976.